# Juno Beach
Juno Beach es un pueblo situado en el condado de Palm Beach, Florida, Estados Unidos. Tiene una población estimada, a mediados de 2022, de 3861 habitantes.
Está ubicado en el área metropolitana de Miami. Forma un área urbana continua con las también costeras localidades de West Palm Beach y Jupiter.

## Geografía
La localidad está ubicada en las coordenadas 26°52′32″N 80°03′35″O / 26.87556, -80.05972 (26.875457, -80.059625). Según la Oficina del Censo, tiene una superficie total de 7.05 km², de los cuales 5.29 km² corresponden a tierra firme y 1.77 km² están cubiertos de agua.

## Demografía
Según el censo de 2020, en ese momento había 3858 personas residiendo en la localidad. La densidad de población era de 729.30 hab./km².
| Raza                   | Núm. | Porc.  |
| ---------------------- | ---- | ------ |
| Blancos                | 3527 | 91.42% |
| Afroamericanos         | 21   | 0.54%  |
| Amerindios             | 4    | 0.10%  |
| Asiáticos              | 69   | 1.79%  |
| De otras razas         | 36   | 0.93%  |
| De una mezcla de razas | 201  | 5.21%  |

Del total de la población, el 4.72% eran hispanos o latinos de cualquier raza.